# Montreal Locomotive Works
Montreal Locomotive Works (MLW) foi uma fábrica de locomotivas canadense que existiu sob diferentes nomes de 1883 até 1986, produzindo tanto locomotivas a vapor quanto diesel. Durante alguns anos foi um fabricante subsidiário da ALCO, American Locomotive Company. Tanto os escritórios quanto a fábrica da MLW eram localizados em Montreal, Quebec. Construiu as locomotivas portuguesas da Série 1550, bem como as locomotivas RS-3 exportadas para a Estrada de Ferro Central do Brasil.

## Fundação
Em 1883 foi criada a  "Locomotive and Machine Company of Montreal Limited" produzindo material ferroviário inicialmente para o mercado doméstico canadense que crescia devido à construção das ferrovias Canadian Pacific Railway, Grand Trunk Railway, Intercolonial Railway e depois da Canadian National Railway.

## Aquisição pela ALCO
Em 1901, a American Locomotive Company (ALCO) sediada em Schenectady, New York foi formada pela fusão de vários pequenos fabricantes de locomotivas. ALCO adquiriu a Locomotive & Machine Company of Montreal em 1904 para poder entrar no mercado canadense. A subsidiária de Montreal foi renomeada para Montreal Locomotive Works (MLW) alguns anos após essa aquisição.
MLW tornou-se uma sede de desenvolvimento técnico da ALCO e cresceu, adquirindo boa porção do mercado Canadense de maquinas a vapor. Um período de expansão entre 1900-1915 ocorrido nas ferrovias canadenses resultou em muitos pedidos para a MLW. Normas restritivas e taxas de importação também restringiam muito a compra de material Estado-Unidense pelas ferrovias canadenses. Com a nacionalização de muitas malhas deficitárias pelo governo canadense, através da Canadian National Railways em 1918, o Governo do Canadá determinou que a CNR devesse comprar material de todos os fabricantes, evitando assim a dominação de mercado por algum deles.

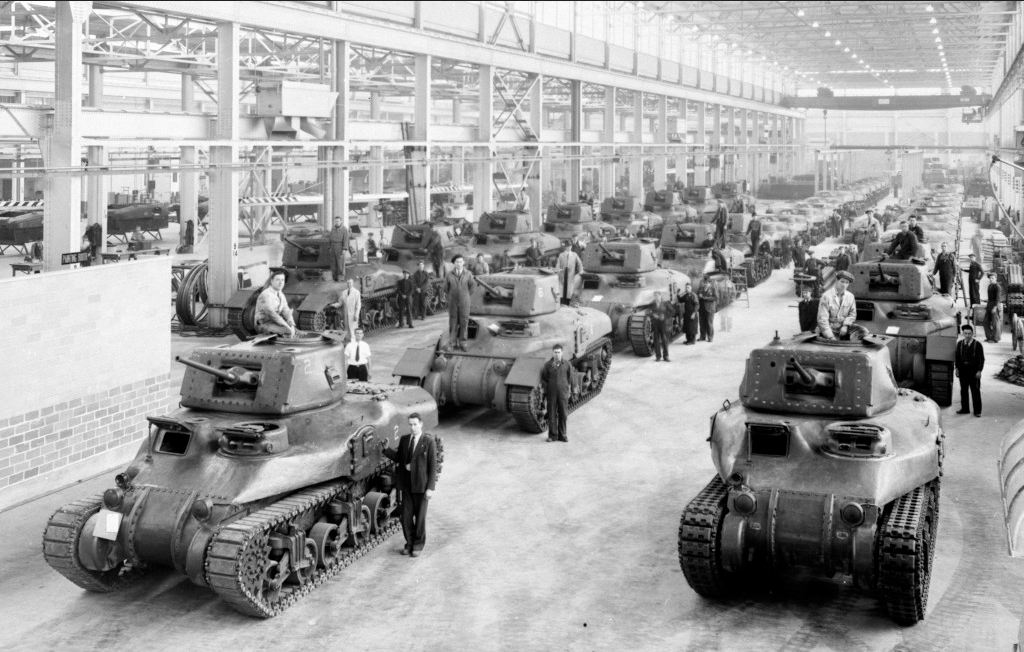
Ram tanks produced by MLW.

A CNR entre os anos 1920 e 1940 através de um plano de modernização, substituiu boa parte do material que recebera de suas ferrovias formadoras. MLW foi beneficiada em grande parte nesse período, pois mesmo perdendo a liderança absoluta de mercado, teve suas vendas ampliadas, devido ao aquecimento do mercado na época. Durante a Segunda Guerra Mundial suas fabricas foram convertidas em fabricas de material bélico, pelo esforço de guerra aliado. Grande parte da mão de obra nesse período era feminina.

## Competição Diesel do Pós Guerra
Após a Segunda Guerra Mundial, MLW e muitas outras fábricas de locomotivas foram reconvertidas em seu propósito original. MLW continuou sendo beneficiada pelo protecionismo canadense as importações Estado-Unidenses, entretanto a mudança de vapor a locomotivas diesel abriu portas para novos competidores. Em 1949, a Electro-Motive Division uma divisão da General Motors estabeleceu no Canadá uma subsidiária denominada General Motors Diesel (GMD) em London, Ontário. Uma concorrente antiga da MLW, a Canadian Locomotive Company (CLC), também iniciou uma parceria com a Baldwin Locomotive Works e importava e produzia em suas plantas modelos da Baldwin e de sua subsidiária, a Whitcomb Locomotive Works. Após o fim da Baldwin, CLC tornou-se uma licenciada da Fairbanks-Morse e manufaturou um grande número de modelos F-M para o mercado canadense, incluindo a famosa FM Train Master. CLC também é responsável pela construção de manobreiras General Electric, parceria essa em que a GE visava competir indiretamente com a ALCO também no Canadá, dividindo vendas com sua subsidiária, a MLW.

## Produce Diesel
Em 1949, a MLW começou s produzir suas primeiras maquinas baseadas em designs ALCO. Feitos para concorrer com as maquinas GMD. Recebiam nomes e alguns detalhes diferentes das suas irmãs Estado-Unidenses, entretanto partiam do mesmo projeto básico. Em 1951 a MLW começou a construir locomotivas do estilo “cab-unit” tanto para cargas quanto passageiros.
Ferrovias canadenses continuaram a comprar maquinas a vapor até a segunda metade dos anos 50, tempo em que as ferrovias dos EUA já se encontravam amplamente dieselizadas. Entretanto, salvo raras exceções, os canadenses estavam completamente dieselizados no começo dos anos 60. Sua transição foi muito rápida, tendo as fábricas novamente tido um período excepcional de  vendas.

## MLW-Worthington
A ALCO experimentou muitos anos de negócios declinando durante os anos 60, com a entrada da General Electric no Mercado de Road-Switchers. Entrou em dificuldades financeiras em 164 e foi adquirida pela Worthington Corporation. MLW foi renomeada MLW-Worthington e continuou basicamente na mesma organização anterior a aquisição.
Em 1967, Worthington Corporation se fundiu com a Studebaker Corporation, para formar a Studebaker Worthington Inc., com a  ALCO como uma simples divisão. Em 1968, muitas divisões da ALCO se tornaram independentes da matriz, e em 1969, uma reorganização da Studebaker Worthington fechou a fabrica de locomotivas de Schenectady. Todo o setor de locomotivas foi transferido para a MLW-Worthington em 1969 e os projetos e patentes foram todos vendidos para a White Motor Corporation em 1970. White Motor Corporation mudou para White Industrial Power que foi em seqüência comprada pelo General Electric Inglesa em 1977. Renomeada Alco Power Incorporated by GEC, teve novamente suas plantas e patentes vendidos para a Fairbanks-Morse em 1994.
Durante os anos 70 MLW-Worthington continuou a vender maquinas da segunda geração para as ferrovias canadenses. A Canadian Locomotive Company (CLC) (renomeada como Fairbanks-Morse, Canadá) foi fechada em 1969, levando a MLW-Worthington como a principal competidora da GMD. Durante os anos 70 também foi desenvolvido pela MLW um dos equipamentos que iriam revolucionar anos mais tarde toda a indústria Norte Americana. A "Canadian safety cab". Sua primeira aparição foi em uma MLW M-420 que carregava um “W” adicional e seu nome para identificar a cabine “Wide Nose”. Essa forma de cabine seria adotada pelos grandes fabricantes Estado-Unidenses nos anos 80. Atualmente esse tipo de cabine é oferecido como padrão da indústria ferroviária da América do Norte.

## Compra pela Bombardier
Em 1975 o conglomerado industrial emergente Bombardier comprou grande parte das ações da MLW-Worthington. MLW sob direção da Bombardier, continuando com inovações em todos os seus modelos de locomotivas durante os anos 80. Durante os anos 70 a Bombardier se especializou na fabricação de carros de passageiro e locomotivas para passageiros, tanto para Transit Systems como para Commuter Service. Com a compra da MLW foi possível nos anos 80 fornecer carros e locomotivas para a recém formada empresa ferroviária federal de trens de passageiro canadense, a VIA Rail. As últimas dessas maquinas saíram de operação em 2005 e muitos dos carros ainda encontram-se em uso.
Em 1985 em uma reorganização da companhia, a Bombardier se retirou do Mercado de locomotivas e concentrou sua produção em Trens Unidade e Carros de passageiro, assim como material aeronáutico, devido à aquisição da Companhia Federal Canadair. A fabrica da MLW foi então novamente vendida, dessa vez para a GE Transportation System, em 1988, e ironicamente usada pela GE durante os anos 80 num programa de reconstrução de algumas de suas Road-Switchers, construídas nos anos 60, as mesmas maquinas que tiraram a ALCO do mercado em 1969. GE fechou a fabrica da MLW em 1993, A metade da GE da fabrica foi destruída pelo fogo em 2001, a outra metade encontra-se em uso pelo Conselho Nacional de Desenvolvimento do Canadá.
Em 2004, o resto do enorme complexo foi demolido. A vizinha GE-Camco Westinghouse, que é a única fabricante canadense de eletrodomésticos, comprou metade da propriedade para construir o seu novo armazém de expedição de suas lojas. A maior parte do lote vago e pilha de escombros da antiga fábrica MLW ainda podem ser vistas a partir da Highway 20 do Quebec.
Bombardier tem voltado a fabricação de locomotivas, entretanto usando designs Europeus ou Euro-influenciados em suas maquinas para passageiros, que não mais retêm nenhuma influencia da fase ALCO/MLW. A atual fabrica da Bombardier fica em La Pocatière, Quebec, Vermont, U.S.A. e Thunder Bay, Ontário.

## Produtos
- Carros de metro M1 e M2
- Locomotivas Diesel
- Locomotivas a vapor
- Sexton Artilharia Auto-Propelida.